# Peripheral Component Interconnect

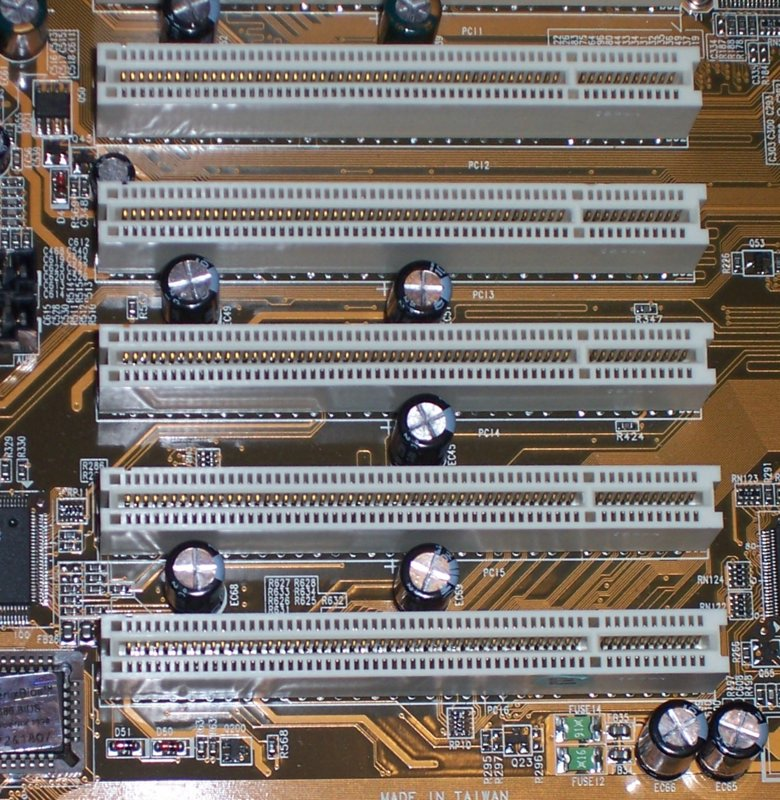
Gniazda 32-bitowej magistrali PCI

Rozmieszczenie kluczy w gniazdach

PCI (ang. Peripheral Component Interconnect) – magistrala komunikacyjna służąca do przyłączania kart rozszerzeń do płyty głównej w komputerach klasy PC.
Po raz pierwszy została publicznie zaprezentowana w czerwcu 1992 r. jako rozwiązanie umożliwiające szybszą komunikację pomiędzy procesorem i kartami niż stosowane dawniej ISA. Dodatkową zaletą PCI jest to, że nie ma znaczenia czy w gnieździe jest karta sterownika dysków (np. SCSI), sieciowa czy graficzna. Każda karta, pasująca do gniazda PCI, funkcjonuje bez jakichkolwiek problemów, gdyż nie tylko sygnały, ale i przeznaczenie poszczególnych styków gniazda są znormalizowane.
W przeciwieństwie do innych magistrali, przykładowo VESA Local Bus, która początkowo była stosowana tylko do przyspieszenia operacji graficznych, szyna PCI stanowi kompleksowe rozwiązanie, przyspieszające współpracę z dowolnym urządzeniem zewnętrznym. Przy częstotliwości taktowania 33 MHz i szerokości 32 bitów magistrala PCI osiąga szybkość transmisji 132 MB/s. Szerokość szyny adresowej i danych wprowadzonych procesorów 64-bitowych nie wpływa na architekturę PCI, a jedynie podwaja jej przepustowość do 264 MB/s.
Karty dołączone do szyny PCI mogą się komunikować nawet bez udziału mikroprocesora, dzięki czemu wzrasta jego rzeczywista wydajność. Dla każdej karty zdefiniowane są tzw. rejestry konfiguracyjne; przy ładowaniu systemu procesor odczytuje zapisane w nich dane i rozpoznaje, jaka karta jest umieszczona w gnieździe. Instalacja i inicjacja takiej karty następuje potem w pełni automatycznie (zob. Plug and Play).
Aby zapewnić zarówno producentom, jak i użytkownikom możliwie dużą elastyczność, w standardzie PCI zdefiniowano tzw. gniazdo wspólne (ang. shared slot). Jest to gniazdo, które może zostać użyte z kartami przystosowanymi do magistral ISA, EISA czy MCA. Umożliwia to także produkcję kart jednocześnie przystosowanych do PCI i tychże wymienionych magistral.
Bardzo istotną cechą architektury PCI jest jej skalowalność: w jednym komputerze może być równolegle lub szeregowo połączonych kilka magistral PCI. Nad koncepcją PCI Local Bus pracowało wielu znaczących producentów komputerów, z których każdy starał się, aby sprzęt obecnie przez niego produkowany był z tym standardem zgodny. Przykładowo, rozwiązanie jest na tyle elastyczne, że uwzględnia możliwość współpracy magistrali nie tylko z komputerami wyposażonymi w procesory firmy Intel, ale również z AMD i Cyrix, a także w opartych na procesorze PowerPC komputerach Pegasos. 32-bitowy standard adresowania PCI został użyty również w innych magistralach (np. AGP).
Kolejną istotną cechą PCI jest wysoka zgodność pomiędzy poszczególnymi wersjami PCI, jak i rozwiązań pochodnych (np. PCI-X) przejawiająca się tym, że urządzenia mogą pracować zarówno w starszych jak i nowszych typach gniazd, pod warunkiem że są dopasowane napięciowo (warianty 3,3 V i popularniejszy 5 V). Zgodność ta nie jest jednak zachowana w stosunku do PCI Express, która aktualnie wyparła PCI oraz AGP.
| Wersja                                 | PCI 2.0  | PCI 2.1  | PCI 2.2     | PCI 2.3  |
| -------------------------------------- | -------- | -------- | ----------- | -------- |
| Rok wprowadzenia                       | 1993     | 1994     | 1999        | 2002     |
| Maksymalna szerokość szyny danych      | 32 bity  | 64 bity  | 32 bity     | 64 bity  |
| Maksymalna częstotliwość taktowania[1] | 33 MHz   | 33 MHz   | 66 MHz      | 66 MHz   |
| Maksymalna przepustowość[1]            | 132 MB/s | 264 MB/s | 264 MB/s    | 532 MB/s |
| Napięcie                               | 5 V      | 5 V      | 5 V / 3,3 V | 3,3 V    |

## Styki
Złącze PCI określa się jako slot bądź złącze krawędziowe (ang. edge connector) posiadające 62 styki z każdej strony, ale dwa bądź cztery z nich są zastąpione przez klucz wycięcia, tak więc karta posiada 60 bądź 58 styków po każdej stronie. Pierwszy styk jest umiejscowiony najbliżej tylnej ścianki obudowy. Strony B oraz A są umieszczone kolejno, patrząc w kierunku dołu na złącze płyty głównej.
| Styk | Strona B      | Strona B      | Strona A      | Strona A      | Opis |
| ---- | ------------- | ------------- | ------------- | ------------- | --- |
| 1    | –12 V         | –12 V         | TRST#         | TRST#         | Styki portu JTAG (opcjonalne)                                                                           |
| 2    | TCK           | TCK           | +12 V         | +12 V         | Styki portu JTAG (opcjonalne)                                                                           |
| 3    | Masa          | Masa          | TMS           | TMS           | Styki portu JTAG (opcjonalne)                                                                           |
| 4    | TDO           | TDO           | TDI           | TDI           | Styki portu JTAG (opcjonalne)                                                                           |
| 5    | +5 V          | +5 V          | +5 V          | +5 V          | |
| 6    | +5 V          | +5 V          | INTA#         | INTA#         | Linie przerwań                                                                                          |
| 7    | INTB#         | INTB#         | INTC#         | INTC#         | Linie przerwań                                                                                          |
| 8    | INTD#         | INTD#         | +5 V          | +5 V          | Linie przerwań                                                                                          |
| 9    | PRSNT1#       | PRSNT1#       | Zarezerwowany | Zarezerwowany | Odłączone aż do momentu uzyskania wymaganej mocy 7,5 W albo 25 W                                        |
| 10   | Zarezerwowane | Zarezerwowane | IOPWR         | IOPWR         | +5 V albo +3,3 V                                                                                        |
| 11   | PRSNT2#       | PRSNT2#       | Zarezerwowany | Zarezerwowany | Odłączone aż do momentu uzyskania wymaganej mocy 7,5 W albo 25 W                                        |
| 12   | Masa          | Masa          | Masa          | Masa          | Klucz wycięcia dla kart obsługujących napięcie 3,3 V                                                    |
| 13   | Masa          | Masa          | Masa          | Masa          | Klucz wycięcia dla kart obsługujących napięcie 3,3 V                                                    |
| 14   | Zarezerwowany | Zarezerwowany | 3,3 V aux     | 3,3 V aux     | Zasilanie w trybie gotowości (opcjonalne)                                                               |
| 15   | Masa          | Masa          | RST#          | RST#          | Zresetowanie szyny                                                                                      |
| 16   | CLK           | CLK           | IOPWR         | IOPWR         | 33/66 MHz clock                                                                                         |
| 17   | Masa          | Masa          | GNT#          | GNT#          | Szyna danych otrzymana od płyty głównej dla karty                                                       |
| 18   | REQ#          | REQ#          | Masa          | Masa          | Szyna danych wymagana przez kartę dla płyty głównej                                                     |
| 19   | IOPWR         | IOPWR         | PME#          | PME#          | Power management event – możliwość zarządzania zasilaniem (włączenie/wyłączenie komputera) (opcjonalne) |
| 20   | AD[31]        | AD[31]        | AD[30]        | AD[30]        | Szyna adresowa/szyna danych (górna połowa)                                                              |
| 21   | AD[29]        | AD[29]        | +3,3 V        | +3,3 V        | Szyna adresowa/szyna danych (górna połowa)                                                              |
| 22   | Masa          | Masa          | AD[28]        | AD[28]        | Szyna adresowa/szyna danych (górna połowa)                                                              |
| 23   | AD[27]        | AD[27]        | AD[26]        | AD[26]        | Szyna adresowa/szyna danych (górna połowa)                                                              |
| 24   | AD[25]        | AD[25]        | Masa          | Masa          | Szyna adresowa/szyna danych (górna połowa)                                                              |
| 25   | +3,3 V        | +3,3 V        | AD[24]        | AD[24]        | Szyna adresowa/szyna danych (górna połowa)                                                              |
| 26   | C/BE[3]#      | C/BE[3]#      | IDSEL         | IDSEL         | Szyna adresowa/szyna danych (górna połowa)                                                              |
| 27   | AD[23]        | AD[23]        | +3,3 V        | +3,3 V        | Szyna adresowa/szyna danych (górna połowa)                                                              |
| 28   | Masa          | Masa          | AD[22]        | AD[22]        | Szyna adresowa/szyna danych (górna połowa)                                                              |
| 29   | AD[21]        | AD[21]        | AD[20]        | AD[20]        | Szyna adresowa/szyna danych (górna połowa)                                                              |
| 30   | AD[19]        | AD[19]        | Masa          | Masa          | Szyna adresowa/szyna danych (górna połowa)                                                              |
| 31   | +3,3 V        | +3,3 V        | AD[18]        | AD[18]        | Szyna adresowa/szyna danych (górna połowa)                                                              |
| 32   | AD[17]        | AD[17]        | AD[16]        | AD[16]        | Szyna adresowa/szyna danych (górna połowa)                                                              |
| 33   | C/BE[2]#      | C/BE[2]#      | +3,3 V        | +3,3 V        | Szyna adresowa/szyna danych (górna połowa)                                                              |
| 34   | Masa          | Masa          | FRAME#        | FRAME#        | Szyna danych jest w trakcie transferu                                                                   |
| 35   | IRDY#         | IRDY#         | Masa          | Masa          | Inicjator gotowy                                                                                        |
| 36   | +3,3 V        | +3,3 V        | TRDY#         | TRDY#         | Cel gotowy                                                                                              |
| 37   | DEVSEL#       | DEVSEL#       | Masa          | Masa          | Cel wybrany                                                                                             |
| 38   | Masa          | Masa          | STOP#         | STOP#         | Cel wymaga wstrzymania                                                                                  |
| 39   | LOCK#         | LOCK#         | +3,3 V        | +3,3 V        | Zamknięcie transakcji                                                                                   |
| 40   | PERR#         | PERR#         | SMBCLK        | SDONE         | Błąd parzystości; SMBus clock                                                                           |
| 41   | +3,3 V        | +3,3 V        | SMBDAT        | SBO#          | Dane SMB                                                                                                |
| 42   | SERR#         | SERR#         | Masa          | Masa          | Błąd systemu                                                                                            |
| 43   | +3,3 V        | +3,3 V        | PAR           | PAR           | |
| 44   | C/BE[1]#      | C/BE[1]#      | AD[15]        | AD[15]        | Szyna adresowa/szyna danych (dolna połowa)                                                              |
| 45   | AD[14]        | AD[14]        | +3,3 V        | +3,3 V        | Szyna adresowa/szyna danych (dolna połowa)                                                              |
| 46   | Masa          | Masa          | AD[13]        | AD[13]        | Szyna adresowa/szyna danych (dolna połowa)                                                              |
| 47   | AD[12]        | AD[12]        | AD[11]        | AD[11]        | Szyna adresowa/szyna danych (dolna połowa)                                                              |
| 48   | AD[10]        | AD[10]        | Masa          | Masa          | Szyna adresowa/szyna danych (dolna połowa)                                                              |
| 49   | M66EN         | Masa          | AD[09]        | AD[09]        | Szyna adresowa/szyna danych (dolna połowa)                                                              |
| 50   | Masa          | Masa          | Masa          | Masa          | Klucz wycięcia dla kart obsługujących napięcie 5 V                                                      |
| 51   | Masa          | Masa          | Masa          | Masa          | Klucz wycięcia dla kart obsługujących napięcie 5 V                                                      |
| 52   | AD[08]        | AD[08]        | C/BE[0]#      | C/BE[0]#      | Szyna adresowa/szyna danych (dolna połowa)                                                              |
| 53   | AD[07]        | AD[07]        | +3,3 V        | +3,3 V        | Szyna adresowa/szyna danych (dolna połowa)                                                              |
| 54   | +3,3 V        | +3,3 V        | AD[06]        | AD[06]        | Szyna adresowa/szyna danych (dolna połowa)                                                              |
| 55   | AD[05]        | AD[05]        | AD[04]        | AD[04]        | Szyna adresowa/szyna danych (dolna połowa)                                                              |
| 56   | AD[03]        | AD[03]        | Masa          | Masa          | Szyna adresowa/szyna danych (dolna połowa)                                                              |
| 57   | Masa          | Masa          | AD[02]        | AD[02]        | Szyna adresowa/szyna danych (dolna połowa)                                                              |
| 58   | AD[01]        | AD[01]        | AD[00]        | AD[00]        | Szyna adresowa/szyna danych (dolna połowa)                                                              |
| 59   | IOPWR         | IOPWR         | IOPWR         | IOPWR         | |
| 60   | ACK64#        | ACK64#        | REQ64#        | REQ64#        | 64-bitowe rozszerzenie; nie podłączać do 32-bitowych urządzeń                                           |
| 61   | +5 V          | +5 V          | +5 V          | +5 V          | |
| 62   | +5 V          | +5 V          | +5 V          | +5 V          | |
64-bitowy PCI jest rozszerzony o dodatkowe 32 kontakty po każdej stronie, które zapewniają AD[63:32], C/BE[7:4]#, PAR64 sygnał parzystości oraz liczba styków zasilania i masy.
| Styk masy              | Odniesienie do napięcia 0 V                                              |
| Styk zasilania         | Dostarcza zasilanie dla karty PCI                                        |
| Styk wychodzący        | Sygnał sterowany przez kartę PCI, otrzymywany przez płytę główną         |
| Wyjście inicjatora     | Sygnał sterowany przez układ nadrzędny/inicjatora, otrzymywany przez cel |
| Sygnał wejścia/wyjścia | Może być sterowany przez inicjatora bądź cel, zależnie od operacji       |
| Wyjście celu           | Sygnał sterowany przez cel, otrzymywany przez inicjatora/układ nadrzędny |
| Wejście                | Sygnał sterowany przez płytę główną, otrzymywany przez kartę PCI         |
| Otwarty dren           | Może zostać odłączony i/lub odczytany przez wiele kart                   |
| Zarezerwowany          | Obecnie nie stosowany, nie podłączać                                     |
Większość linii magistrali połączona jest do każdego slotu równolegle. Wyjątkami są:
- Każdy slot posiada swoje własne wyjście REQ# oraz wejście GNT# z arbitra płyty głównej.
- Każdy slot posiada swoją własną linię IDSEL, przeważnie podłączoną do określonej linii AD.
- TDO jest połączone łańcuchowo do kolejnych slotów TDI. Karty bez wsparcia JTAG muszą podłączyć TDI do TDO, tak aby nie przerwać łańcucha.
- PRSNT1# i PRSNT2# posiadają własne odłączane rezystory na płycie głównej. Płyta główna może (ale nie musi) wykryć te styki w celu ustalenia poboru mocy na obecnych kartach PCI.
- REQ64# i ACK64# są indywidualnie odłączane na slotach 32-bitowych.
- Linie przerwań (INTA#, INTB#, INTC# oraz INTD#) są podłączone do każdego ze slotów w innej kolejności (INTA# na jednym slocie to INTB# na następnym, a INTC# na kolejnym).

Dodatkowe informacje:
- IOPWR podaje +3,3 V albo +5 V w zależności od konstrukcji płyty głównej. Sloty posiadają również klucze w odpowiednich miejscach, co zapobiega podłączeniu nieodpowiedniej karty rozszerzeń.